# Marie-Therese Wolfram
Pour les articles homonymes, voir Wolfram.
Marie-Therese Wolfram (née en 1982) est une mathématicienne appliquée autrichienne, dont les recherches impliquent la modélisation mathématique du comportement de foules, tels que les mouvements de piétons dans des foules et la dynamique de l'opinion publique, en utilisant la théorie des jeux à champ moyen et les problèmes inverses en théorie du transport pour inférer les préférences du groupe. Elle est professeure au Mathematics Institute de l'université de Warwick en Angleterre.

## Formation et carrière
Wolfram est née en 1982 à Vienne et étudie à l'université Johannes Kepler de Linz, où elle obtient un diplôme en 2005 et termine son doctorat en 2008. Sa thèse, intitulée Forward and Inverse Solvers for Electro-Diffusion Systems, est co-dirigée par Martin Burger et Christian Schmeiser (de) Elle obtient une habilitation en 2013 auprès de l'université de Vienne.
Après des recherches postdoctorales à l'université de Cambridge de 2008 à 2010, en tant que boursière Hertha Firnberg à l'Université de Vienne de 2010 à 2013 et à l'université des sciences et technologies du roi Abdallah en Arabie saoudite de 2013 à 2014, elle devient chercheuse principale au sein du groupe des nouvelles frontières de l'Institut Johann Radon pour les mathématiques computationnelles et appliquées (RICAM) de l'Académie autrichienne des sciences, de 2014 à 2017. 
Elle prend son poste actuel de professeur adjoint à l'Université de Warwick en 2016. Elle est promue professeure agrégée en 2018 et professeure titulaire en 2021. 

## Prix et distinctions
Wolfram reçoit en 2023 le prix Whitehead de la London Mathematical Society, « pour ses contributions révolutionnaires aux équations aux dérivées partielles appliquées, à la modélisation mathématique dans les applications socio-économiques et les sciences de la vie, et à l'analyse numérique des équations aux dérivées partielles ».